# معركة قرون حماة
19رمضان 570هـ
عندما توفي السلطان العادل نور الدين محمود خلت بلاد الشام من أسدها القوي الذي ظل طالما جاهد الصليبيين، واسترجع منهم الكثير من المدن والحصون، وبوفاته اضطربت الأوضاع داخل الشام، وظهرت الشرور والأطماع، واستعلن الفساق بفسقهم وفجورهم، ولم يبق على الساحة الإسلامية رجل تتجه إليه الأنظار لقيادة جبهة العمل الجهادي ضد الصليبيين لاستعادة بيت المقدس غير الناصر صلاح الدين الأيوبي، ولقد قرر الناصر القيام بواجب وفريضة الوقت، والعمل على توحيد الصف المسلم.
لم يكن هدف تحقيق الوحدة بين مصر والشام هينًا وسهلاً على صلاح الدين، ذلك لأن أمراء الشام قرروا التصدي لفكرة التوحيد التي يدعو إليها صلاح الدين، ورفضوا عرضه بذلك، بل وقرروا محاربته والاستعانة عليه ولو بأعدى الأعداء وهم الصليبيون، ولكن هذا الرفض لم يثنِ عزم الناصر عن تحقيق هدفه، وقاد حملة كبيرة إلى الشام لتوحيد الصف ولو بالقوة.
كان المسلمون بالشام راغبين في الاتحاد ومؤيدون لما يدعو إليه صلاح الدين من توحيد للصف وجهاد للصليبيين، لذلك أرغم أهل دمشق أمراءهم على تسليم المدينة لصلاح الدين، الذي دخلها في صفر سنة 570هـ، فأحسن إلى أهلها وأبطل المظالم التي أحدثت بعد وفاة نور الدين، وبعد دمشق قرر الناصر صلاح الدين التوجه إلى «حلب» لما فيها من التخليط والتخبيط، فلقد استولى الأمراء الطامعون مثل «كمشتكين» وغيره على مقاليد الأمور وحجروا على حاكمها الصبي «الصالح إسماعيل بن نور الدين محمود» وحاول صلاح الدين تفهيمهم أنه ما جاء إلا للصلح وتوحيد الصف وجهاد الصليبيين.
أقنع «كمشتكين» الصالح إسماعيل بأن يقوم في الناس خطيبًا في المسجد ويبكي ويذكر أباه السلطان نور الدين محمود، وذلك ليحمس الناس على قتال صلاح الدين، ولقد نجح في ذلك بالفعل وثارت حمية الناس ضد صلاح الدين، وقد اشترط الروافض في حلب على «الصالح إسماعيل» إعادة الأذان بخير العمل وإظهار شعائر الرفض وبدعهم، فوافق «الصالح» على كل شروطهم.
ومع ذلك عجز أمراء حلب الطامعون عن رد صلاح الدين ومقاومته، فلجئوا إلى المكيدة والغدر واستأجروا بعض الباطنية لاغتيال صلاح الدين، ولكنهم فشلوا، ثم لجئوا إلى الصليبيين، واتفقوا مع أمير طرابلس «ريمون الرابع» الصليبي لأن يقوم بالإغارة على حمص حتى يشغل صلاح الدين عن مهاجمة حلب، وذلك نظير أموال طائلة وإطلاق سراح جميع الأسرى الصليبيين بحلب، وبالفعل نجحت المؤامرة وانشغل صلاح الدين برد عدوان الصليبيين عن حمص.
في هذه الفترة أرسل سيف الدين غازي جيوشًا كثيفة لنصرة الحلبيين على صلاح الدين، فلما سمع صلاح الدين بقدوم هذه الجيوش وأنها قد اقتربت من حمأة، انفصل بكتيبة من جيشه وأسرع لوقف تقدم التحالف الموصلي الحلبي، وعند منطقة «قرون حمأة» تراءى الجيشان وطمع جيش الموصل وحلب في صلاح الدين ومن معه، وحاول صلاح الدين مداراتهم لخطورة موقفه ولكنهم أصروا على القتال، وفي يوم 19 رمضان سنة 570هـ اشتعل القتال بين الطرفين غير المتكافئين، وصبر صلاح الدين ومن معه في القتل صبرًا بليغًا، وقاوم بكتيبته الصغيرة جيشًا يقدر بالآلاف، حتى جاء الفرج عندما جاءت إمدادات لصلاح الدين بقيادة ابن أخيه تقي الدين عمر، وكان لقدوم هذه الإمدادات مفعول السحر، ووقعت الهزيمة الساحقة على جيش الأطماع والمصالح.